# Filipa Sousa
Filipa Sousa, née le 2 mars 1985 à Albufeira au Portugal, est une chanteuse portugaise.

## Biographie
Le 10 mars 2012, elle est choisie pour représenter le Portugal au Concours Eurovision de la chanson 2012 à Bakou, en Azerbaïdjan avec la chanson Vida minha (Ma vie).